# برمایه (برادر فریدون)
بَرمایَه (پرمایه) که به ندرت با ضمّ نخست و به صورت پُرمایَه نیز خوانده شده‌است، در شاهنامه نام یکی از برادران فریدون است. بر اساس روایت فردوسی، برمایه و کیانوش، برادران مهتر فریدون بودند که به فرمان او آهنگران را گرد آوردند تا گرز گاوسر را بسازند. آنگاه دو برادر نیکخواه با فریدون برای برانداختن ضحاک تازی همراه شدند.

## برمایه در شاهنامه
عاقبت شک و تردید در دل برمایه و کیانوش ریشه دواند و با تصوّر اینکه آموخته‌های برادرشان، اهریمنی است به نابودی برادر کمر بستند. پس بر کوه برآمدند از آن بالا رفتند و سنگی گران به سوی برادر که در خواب بود رها نمودند. فریدون فره ایزدی داشت، با همان نیروی ایزدی، سنگ را در جای خود نگاه داشت و چنین شد که برادران دریافتند که آموخته‌های فریدون از سروش و اهورایی است. فردوسی در بیت زیر، از برادران فریدون، از جمله برمایه چنین یاد کرده‌است:
| یکی بود از ایشان کیانوش نام |  | دگر نام برمایه‌ی شادکام     |
| .                           |  | .                          |
| برادرش پس هر دو برخاستند    |  | تبه کردنش را بیاراستند     |
| یکی کوه بود از برش بُرز کوه  |  | برادرش هر دو نهان از گروه  |
| به پائین کُه شاه خفته به ناز |  | شده یک زمان از شب دیر یاز  |
| به کُه بر شدند آن دو بیدادگر |  | وزیشان نبد هیچکس را خبر    |
| ز خارا بکندند لختی گران     |  | ندیده مر آن کار بد را گران |